# Прапор Самарської області

Прапор Самарської області

Прапор Самарської області є символом Самарської області. Прийнятий 13 жовтня 1998 року.

## Опис
Прапор Самарської області є символом державно-адміністративного статусу Самарської області й являє собою прямокутне полотнище із трьох рівновеликих горизонтальних смуг: верхньої — червоного, середньої — білого й нижньої — блакитного кольору. В середині прапора зображений герб Самарской області розміром, рівним по висоті двом третинам ширини прапора. Співвідношення ширини прапора до його довжини — 2:3. 
На Русі білий колір персоніфікував шляхетність і відвертість, синій — вірність, чесність, бездоганність, цнотливість, червоний нагадував про мужність, сміливість, великодушність, любов. 
Розцвічення прапора області повторює розташування кольорів Самарского прапора — історичної реліквії Самари, Росії й Болгарії.

## Історія прапора
Історія Самарського прапора пов'язана з боротьбою слов'янських народів проти османського ярма. Улітку 1875 року антитурецьке повстання спалахнуло в Боснії й Герцеговині, у квітні наступного року повстала Болгарія, а ще через два місяці Сербія й Чорногорія почали війну з Туреччиною. Тисячі російських добровольців відправилися на Балкани, щоб зі зброєю в руках допомогти слов'янам завоювати незалежність. 
Самарська міська Дума ухвалила рішення щодо створенні прапора для вручення слов'янам, що борються проти турків. Активну участь у цій справі взяли голосний Думи Петро Володимирович Алабін і його дружина Варвара Василівна. 6 (18) травня прапор був вручений біля міста Плоєшті 3-й дружині болгарського ополчення. 
22 вересня 1981 року точна копія прапора була привезена в Куйбишев, зараз вона зберігається в Самарському воєнно-історичному музеї Червонопрапорного Приволзько-Уральського військового округу. 
При підготовці проекту закону "Про державні символи Самарской області" найбільше суперечок серед членів робочої групи викликало обговорення майбутнього прапора області, оскільки прецедентів у регіоні не було. Група вчених-істориків і краєзнавців вважала єдиним можливим рішенням використовувати як прообраз для створення прапора Самарської області трикольорове полотнище Самарського прапора.